# Acropachie thyroïdienne
 Mise en garde médicale
L'acropachie thyroïdienne est une manifestation rare de la maladie de Basedow (0,066%) caractérisée par des doigts en baguettes de tambour et une déformation digitale fusiforme, généralement en association à une exophtalmie. On rapporte un cas avec des examens radiographiques non spécifiques mais dans lesquels la scintigraphie a révélé une hypercaptation linéaire diaphysaire dans les phalanges.